# Раупов, Варис
Варис Раупов (тадж. Ворис Рауфов; 10 января 1928 года, село Унчи (Унҷӣ), Ходжентский район, Таджикская ССР) — хлопковод, звеньевой колхоза «Большевик» Ворошиловабадского района, Сталинабадская область, Таджикская ССР. Герой Социалистического Труда (1948).

## Биография
Родился в 1928 году в крестьянской семье в селе Унчи Ходжентского района.
С 1941 года трудился рядовым колхозником в колхозе «Большевик» Ходжентского района. С 1947 по 1950 и с 1964 по 1967 года — звеньевой хлопководческого звена в этом же колхозе. С 1950 по 1953 года проходил срочную службу в Советской Армии. В 1950 году вступил в ВКП(б). С 1953 по 1964 года — водитель колхоза имени Жданова Кумсангирского района.
В 1947 году звено под его руководством собрало высокий урожай хлопка-сырца. Указом Президиума Верховного Совета СССР от 1 марта 1948 года удостоен звания Героя Социалистического Труда за «получение высокого урожая хлопка при выполнении колхозом обязательных поставок и натуроплаты за работу МТС в 1947 году и обеспеченности семенами зерновых культур для весеннего сева 1948 года» с вручением ордена Ленина и золотой медали «Серп и Молот».
С 1968 года трудился в колхозе имени Урунхуджаева Худжантского района. Дальнейшая судьба неизвестна.
Награды
- Герой Социалистического Труда
- Орден Ленина
- Почётная Грамота Президиума Верховного Совета Таджикской ССР.